# Karen Knútsdóttir
Karen Knútsdóttir (født 4. februar 1990 i Reykjavík) er en islandsk håndboldspiller som spiller for Fram i Úrvalsdeild kvenna og Islands kvindehåndboldlandshold som backspiller. pr. 22. november, 2019 har hun spillet 100 internationale kampe og scoret 357 mål. 
Karen Knútsdóttir begyndte med at spille de første seks år hos Fram Reykjavik, som hun senere spillede sammen med i Úrvalsdeild kvenna. I sommeren 2011 skiftede hun til tyske HSG Blomberg-Lippe.. Sommeren 2013 skiftede hun til danske SønderjyskE fra tyske HSG Blomberg-Lippe.
Hun har spillet 100 landskampe for Island, og scoret 357 mål. Hun deltog med holdet under EM 2010..
Knútsdóttir blev kåret til årets atlet i Island i 2010, hvilket er tredje gang at prisen er blevet uddelt. Karen er datter af Knut G. Kristinsson Formandrn for Islands håndboldforbund.